# Manio Acilio Glabrión (cónsul 67 a. C.)
Manio Acilio Gabrión (en latín, Manius Acilius M'. f. M'. n. Glabrio) fue un político y general de la antigua Roma, hijo del tribuno de la plebe del mismo nombre y de Mucia, hija de Quinto Mucio Escévola; por lo tanto era nieto del famoso jurista Publio Mucio Escévola, cónsul del año 133 a. C.

## Biografía
Siendo pretor urbano, en el año 70 a. C. presidió el juicio contra Cayo Verres.
En el año de su consulado, en 67 a. C., y según Dión Casio, promulgó junto con Cayo Calpurnio Pisón, su colega en el consulado, la Lex Acilia Calpurnia para tratar de luchar contra las malas prácticas en las elecciones.
Al año siguiente, fue nombrado procónsul de Cilicia, a la que se añadieron las provincias de Ponto y Bitínia en virtud de la ley Gabinia, y sustituyó a Lucio Licinio Lúculo en la dirección de la guerra contra Mitrídates VI Eupator. Glabrión se encontró con un ejército indisciplinado y a un enemigo que no estaba a un paso de ser derrotado como él pensaba, por lo que se mantuvo inactivo dentro de las fronteras de Bitinia. Poco después de su llegada a Asia, hizo una proclamación liberando a los soldados de su lealtad a Lúculo, con lo que fomentó aún más la indisciplina de las tropas. Lúculo le entregó el mando de las legiones  mientras Mitrídates asolaba Capadocia y recuperaba gran parte de los territorios que había perdido. Más adelante fue sustituido por Cneo Pompeyo Magno de acuerdo con lo establecido en la lex Manilia.
Se sabe poco más de su vida, salvo que declaró en favor de la pena de muerte en el caso de la conspiración de Catilina. Estuvo casado con una hijastra de Lucio Cornelio Sila, Emilia, hija de la cuarta esposa de este, Cecilia Metela, y de Escauro. Sila obligó a Glabrión a separarse de su esposa durante el mandato de su dictadura (81-79 a. C.) para casar a Emilia con Pompeyo Magno, quien se había ganado su favor. Emilia estaba embarazada de Glabrión, pero tanto el hijo como ella murieron en el parto.
Fue miembro del colegio de pontífices en el año 57 a. C.